# لغة إشارة كينتش القديمة
لغة الإشارة لكنتيش القديمة (OKSL ، لغة الإشارة لكينت القديمة) هي لغة إشارة قروية في مدينة كينت في المملكة المتحدة تعود للقرن السابع عشر، وقد دُمجت مع لغات الإشارة القروية في لغة الإشارة البريطانية .
وبحسب بيتر ويبستر جاكسون (2001) ، قد تكون OKSL هي لغة استخدمها صبي أصم وقد ذكرها الكاتب البريطاني صمويل بيبس في مذكراته في القرن السابع عشر.[بحاجة لرقم الصفحة] بينما كان بيبيس يتناول الطعام مع صديقه السيد جورج داونينج في 9 من تشرين الثاني عام 1666، كان الخادم الأصم يُجري محادثة بلغة الإشارة مع سيده، والتي تضمنت اخباراً عن حريق لندن الكبير . كان السيد جورج في مدرسة بالقرب من ميدستون في كينت، عاش في مجتمع ينتشر فيه الصمم الخلقي. وقد أيد هؤلاء السكان لغة الإشارة التي عرفها العديد من المستمعين وكذلك الصم .[بحاجة لرقم الصفحة]
نظرًا لأن المستوطنين في مجتمعات مارثا فينيارد في تيسبري وتشيلمارك في ماساتشوستس هاجروا من كينتيش ويلد ، توقع نورا جروس عام (1985) أن OKSL قد يكون أصلها لغة إشارة مارثا فينيارد ، والتي تعد واحدة من أصول لغة الإشارة الأمريكية (ASL).[بحاجة لرقم الصفحة] وحذر آخرون من قبول هذه الإدعاء من غير حِجج واضحة ، «لأنه لم يكن أي من الصُم جزءًا من الهجرة الأصلية من كينت، ولا يُعرف شيء عن أي نوع محدد من التوقيع المستخدم في كينت.» 